# Margareta Spörlin

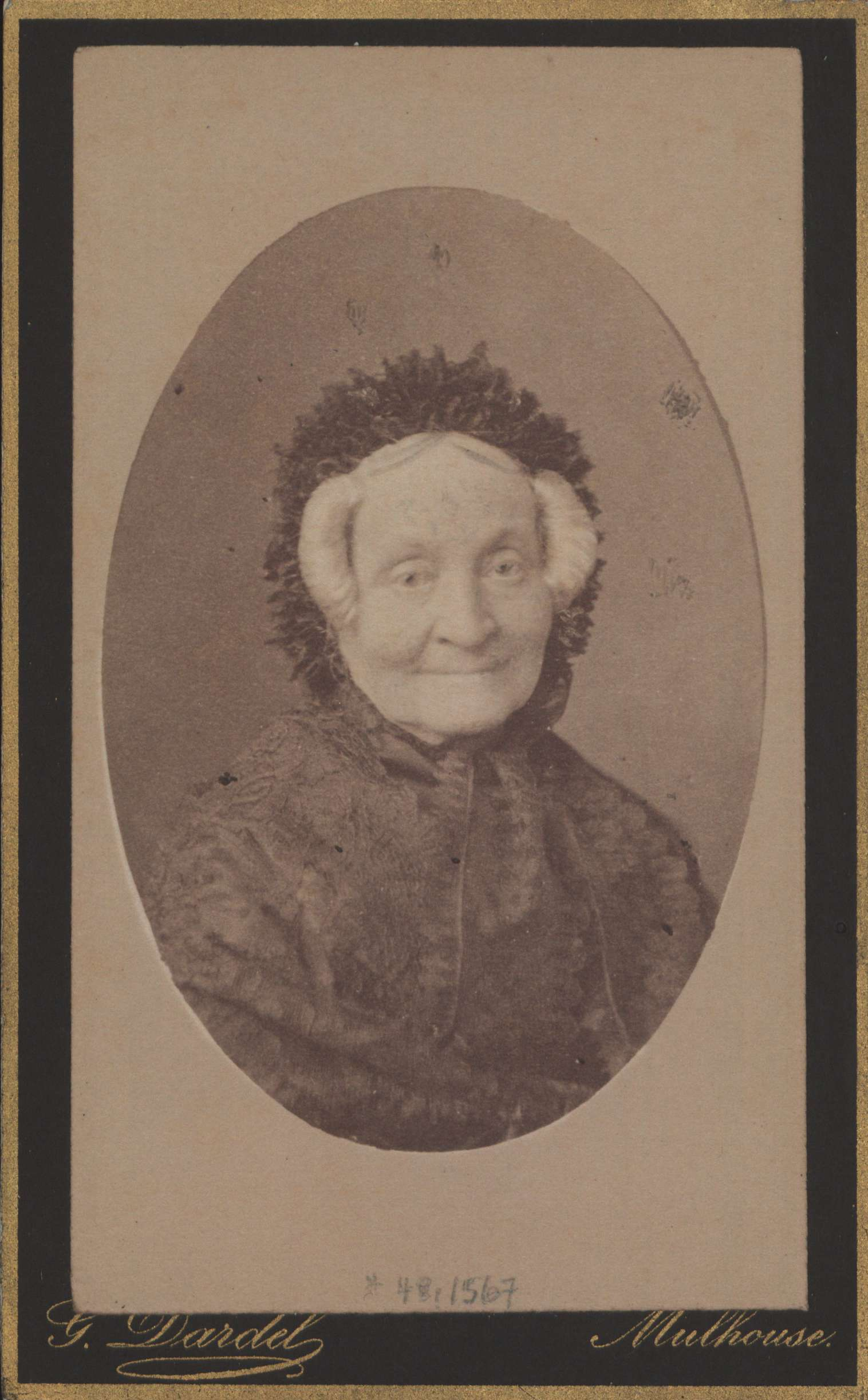
Margareta Spörlin (zwischen 1865 und 1882)

Margareta Spörlin (* 19. Juli 1800 in Mülhausen, Elsass; † 15. September 1882 ebenda) war eine elsässische Erzieherin und Schriftstellerin.

## Biografie
Spörlin war die Tochter des Johannes Spörlin, der evangelischer Pfarrer an der St.-Stephans-Kirche in Mülhausen war. Der Vater starb schon drei Jahre nach ihrer Geburt, so dass die Mutter die Erziehung alleine übernahm. Margareta besuchte das Töchterinstitut zu St. Immer im Kanton Bern. Nach Abschluss der Schule kehrte sie nach Mülhausen zurück. Sie unterrichtete Töchter aus gebildeten Familien und an einer Sonntagsschule. Die Sommer verbrachte sie häufig in Langenbruck und in Badenweiler. Ihre viele Jahre kranke Mutter starb 1852, und Margarete lebte von da an bis zu ihrem Tod am 15. September 1882 in der Familie ihrer Halbschwester in Mülhausen.

## Werke
- Elsässische Lebensbilder, 4 Bände
- Der alte Eli. Eine einfache Geschichte aus dem elsässischen Volksleben
- Vater Jung-Stilling und Fräulein Katharina. Erinnerung aus Badenweiler